# Dialekty czeskie

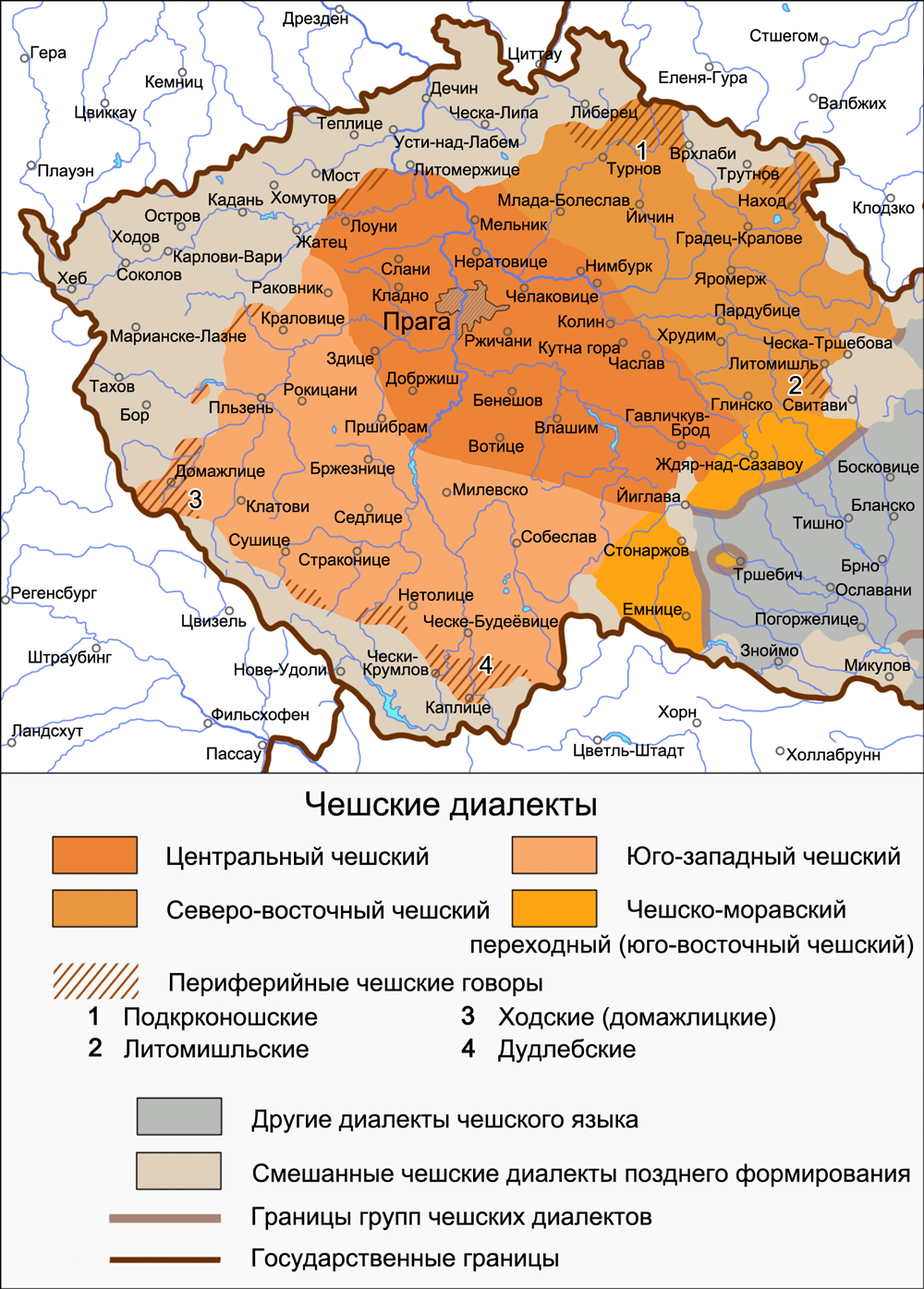
Dialekty czeskie właściwe i ich podział

Dialekty czeskie lub dialekty czeskie właściwe , czeska grupa dialektów (cz. česká nářečí, česká nářeční skupina, česká nářečí v užším smyslu) – grupa dialektów języka czeskiego rozpowszechniona w zachodniej części czeskiego obszaru językowego (w historycznych Czechach). Jest to jedno z czterech tradycyjnie wyróżnianych ugrupowań dialektalnych języka czeskiego obok obok hanackiego (środkowomorawskiego), laskiego (północnomorawskiego) i morawsko-słowackiego (wschodniomorawskiego) .
Dialekty czeskie charakteryzują się m.in. obecnością długich samogłosek á, í, ú, dyftongów eɪ̯, ou̯, protetycznego v i ubezdźwięcznienia w grupie sh.
Na bazie dialektów czeskich ukształtował się przede wszystkim literacki język czeski oraz język potoczny (cz. obecná čeština), który w Republice Czeskiej rozpowszechnił się jako język codziennej komunikacji .

## Obszar użycia
Dialekty czeskie są rozpowszechnione na terenie historycznych Czech, a dokładniej tej części, która jest zamieszkana przez miejscową ludnością czeską, z wyłączeniem obszarów zaludnionych po II wojnie światowej. Obszar ten obejmuje Kraj hradecki, liberecki, środkowoczeski, południowoczeski i pilzneński, jak również wschodnie części Kraju wysoczyńskiego i pardubickiego.

## Cechy charakterystyczne
Dialekty czeskie charakteryzują następujące cechy fonetyczne, morfologiczne i leksykalne  :

### Fonetyka
1. Obecność pięciu krótkich a, o, u, e, i i trzech długich samogłosek á, í, ú. Obecność samogłosek długich łączy dialekty czeskie właściwy z gwarami hanackimi i morawsko-słowackimi, a kontrastuje z gwarami laskimi, które nie posiadają kategorii iloczasu.
2. Brak rozróżnienia i - y, jak w języku literackim i we wszystkich dialektach z wyjątkiem laskiego.
3. Dyftongizacja ý (w niektórych przypadkach też í) – ej < *ý (*í) – w przeciwieństwie do innych grup dialektalnych i języka literackiego: mlejn (cz. lit. mlýn ‘młyn’), dobrej (cz. lit. dobrý ‘dobry’), cejtit (cz. lit. cítit ‘czuć’), vozejk (cz. lit. vozík ‘wózek’) itd. W gwarach hanackich zamiast *ý (*í) jest é, w laskich – krótkie y, a w morawsko-słowackich – długie í. Dyftong ej jest pojawia się również na miejscu aj między spółgłoskami – ej < *aj, co w tym przypadku pokrywa się z językiem literackim: nejdelší (cz. lit. nejdelší ‘najdłuższy’).
4. Przypadki zwężenia é – é > í – w dialektach czeskich właściwych i hanackich, np. dobrí mlíko ‘dobre mleko’. Pozostałe dialekty charakteryzują się zachowaniem é / e.
5. Obecność dyftongu ou̯ – ou̯ < *ú – znanego również w języku literackim (z wyjątkiem pozycji na początku słowa): mou̯ka (cz. lit. mouka ‘mąka’), nesou̯ (cz. lit. nesou ‘niosą’), ou̯skej (cz. lit. úzký ‘wąski’) itd. W gwarach hanackich ou̯ zmieniło się w długie ó, w innych *ú nie zmieniło barwy – w gwarach morawsko-słowackich pozostało długie ú, a w laskich uległo skróceniu do u.
6. Obecność w większości dialektów czeskich właściwych tylko trzech par spółgłosek miękkich, jak w języku literackim: ň, ť, ď. W gwarach morawsko-słowackich, laskich i sąsiednich hanackich, a także w peryferyjnych gwarach czeskich właściwych (południowo-zachodnich i północno-wschodnich) pary tworzą także miękkie ľ, lub neutralny l oraz twarde ł lub na jego miejscu dwuwargowe u̯. Ponadto miękkie s’, z’ są używane w dialektach laskich, a na pograniczu czesko-polskim i w niektórych gwarach morawsko-słowackich i peryferyjnych gwarach południowoczeskich – miękkie spółgłoski wargowe.
7. Obecność protezy v: vokno (cz. lit. okno ‘okno’), von (cz. lit. on ‘on’). Proteza przed o jest nieobecna w wielu dialektach czeskich, w szczególności w gwarach dudlebskich. Proteza nie występuje w zapożyczeniach.
8. Ubezdźwięcznienie w grupie sh (wymowianej jako [sx]): na_schledanou̯ ‘do widzenia’, w przeciwieństwie do dialektów dialektów morawskich – na_zhledanó.
9. Ubezdźwięczniająca fonetyka międzywyrazowa: uš_abis_uťíkal ‘już byś uciekał’ w przeciwieństwie do dialektów morawskich z udźwięcznieniem: už_abiz_uťekal. Ubezdźwięczniająca fonetyka międzywyrazowa jest również charakterystyczna dla języka literackiego.

### Morfologia
1. Większe zróżnicowanie w dialektach czeskich twardych i miękkich typów odmiany rzeczowników i zaimków w porównaniu z dialektami morawskim, ze względu na brak w tych ostatnich przegłosów staroczeskiech ä (z *ę, *'a, *ьja ) > ě i ’u (w tym od *ьju) > i lub z powodu podobnej eliminacji ich wyników: w mianowniku l. poj. naše ulice, w przeciwieństwie do gwar hanackich, laskich i morawsko-słowackich – naša ulica, w bierniku l. poj. naši ulici w przeciwieństwie do gwar morawskich - našu ulicu. Do pewnego stopnia dotyczy to również odmiany czasowników: w pierwszej osobie l. poj. cz. ter. chci chcę w przeciwieństwie do morawskiego typu chcu.
2. Końcówka -í przymiotników w mianowniku i bierniku we wszystkich rodzajach: dobrí lidi ‘dobrzy ludzie’, dobrí školy ‘dobre szkoły’, dobrí jídla ‘dobre dania’ itp.
3. Formy trzeciej osoby l. mn. cz. ter. czasowników, takich jak prosit umět: prosej(í/i), umňej(í/i), w gwarach środkowoczeskich i północno-wschodnioczeskich oraz prosí, umí w południowo-zachodnioczeskich, w przeciwieństwie do hanackich prosijó, umijó, morawsko-słowackich prosí / prosá / prosijú / prosyjú / prosyjá, umí / umjá / umijú / um’ijá i laskich prosa / pros’o / prošy / prošu, umja / umjo / umi / umju.
4. Formy pierwszej osoby liczby mnogie czasu teraźniejszego na -me / -m, podobnie jak w innych dialektach języka czeskiego z wyjątkiem laskich z końcówką -my / -m: neseme / nesem, w przeciwieństwie do laskich ňesemy / ňesem.
5. Końcówka narzędnika -ma wspólne dla wszystkich rodzajów: těma našima dobrejma lidma, školama, jídlama, chlapcema, šicima strojema, polema, telatama itp.
6. Brak -l po spółgłoskach w formach czasu przeszłego rodzaju męskiego liczby pojedynczej: přines (cz. lit. přinesl), řek (cz. lit. řekl) itd.

### Słownictwo
Dialektalne różnice leksykalne polegają przede wszystkim na przeciwstawieniu słów czeskich właściwych wraz z zachodnimi dialektami środkowomorawskimi do pozostałych dialektów morawskich: cz. žito – moraw. rež; cz. ves (vesnice) – moraw. ďeďina; cz. kluk (na południowym zachodzie chlapec, na północnym wschodzie hoch) – morawsko-słowacki pachołek, laski synek; cz. dělat – laskie robiť / robić / robič itd.